# Bode-Panzer
Bode-Panzer ist ein deutsches Sicherheitsunternehmen und Hersteller von Sicherheitssystemen. Das Unternehmen mit Sitz in Wiesbaden ist bei Banken und Sparkassen als Anbieter von Produkten für die Kundenselbstbedienung sowie für Sicherheitslösungen im mechanischen und elektronischen Bereich ebenso bekannt wie als Lieferant für GAA-Safes.

## Geschichte

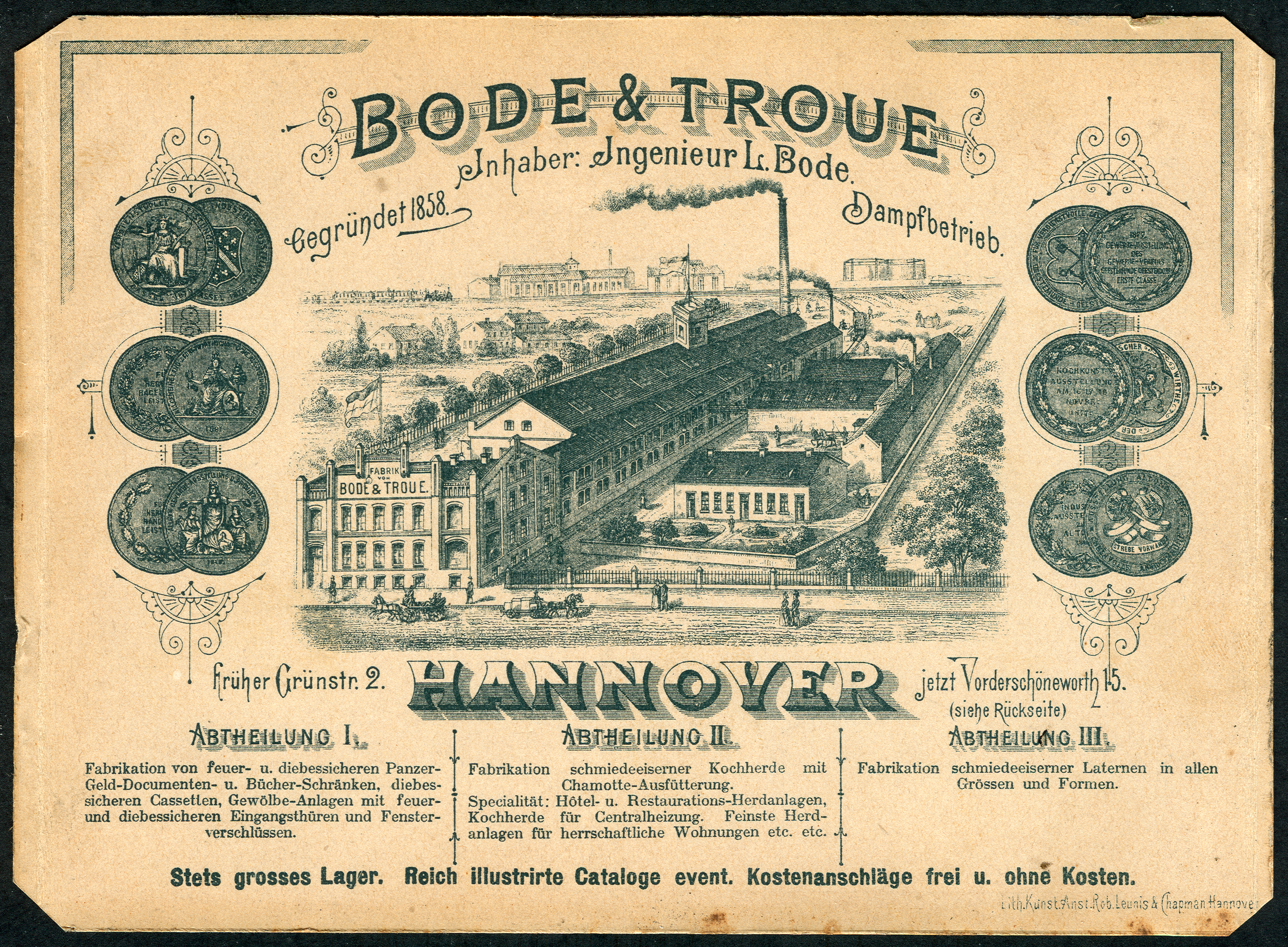
Stahlstich mit einer Vogelschau über das Gelände von Bode & Troue an der damaligen Vorderschöneworth 15, dem späteren Engelbosteler Damm;
um 1900, hergestellt von Rob. Leunis & Chapman

Das Unternehmen wurde 1858 von Louis Bode und Heinrich Troue in Hannover als Firma Bode & Troue gegründet. Sie war die erste deutsche Spezialfabrik zur Herstellung von Panzerkassen sowie feuer- und einbruchsicheren Stahlkammern. 1924 fusionierte diese Firma mit der 1898 gegründeten Berliner Panzer AG zur Bode-Panzer AG. Die Panzer AG hatte etwa 1900 bis 1904 den Tresorraum des Berliner Münzkabinetts gebaut. Zwischen 1926 und 1935 gehörte die Bode-Panzer AG zu den innovativen Unternehmen im Bereich Sicherheitstechnik. So wurde 1929 eine damals neuartige Alarmanlage auf den Markt gebracht. Dabei kam erstmals das Prinzip der Lichtschranke mit UV-Strahlen zum Einsatz.
Im November 1946 streikte die Belegschaft der Firma in Hannover für 23 Tage. Streikziel war die Durchsetzung der Mitbestimmung, organisiert wurde der Streik von Otto Brenner. Es war der erste Streik in Deutschland nach dem Zweiten Weltkrieg.
1976 verkaufte die Familie Bode das Unternehmen an die französische Fichet-Bauche-Gruppe. 1995 wurde das Beteiligungsunternehmen Berliner Elektro Holding (2000 zu AdCapital umfirmiert) Alleininhaber des Unternehmens mit zu dieser Zeit 120 Millionen Mark Umsatz. Bis 1998 wurde die Produktion komplett von Hannover nach Rajhrad in Tschechien verlagert. 2001 wurde das mittlerweile defizitäre Unternehmen von AdCapital in einem Management-Buy-Out verkauft. 2004 wurde es an den Unternehmer Frank Steinhardt weiterverkauft.

## Tochterunternehmen
- Bode-Panzer Systemlösungen GmbH (bis 2001)
- Bode-Panzer s.r.o. in Rajhrad (Tschechien), gegründet 1995